# Vendoire
Vendoire est une commune française située dans le département de la Dordogne, en région Nouvelle-Aquitaine.

## Géographie

### Localisation et accès
Vendoire est une commune du nord-ouest de la Dordogne. Elle est limitrophe du département de la Charente, et c'est la Lizonne qui en fait la limite à l'ouest.
Elle est à 10 km de Verteillac, 10 km de Villebois-Lavalette, 21 km de Ribérac, 50 km de Périgueux et  33 km d'Angoulême.
La commune n'est traversée que par une route départementale, la D.102, qui passe par le bourg et va de Gurat et se dirige vers La Tour-Blanche en passant par La Chapelle-Grésignac et Cherval. Une route vicinale perpendiculaire emprunte aussi la crête entre la Lizonne et la Pude en direction de Nanteuil-Auriac-de-Bourzac et ménage de beaux points de vue.

### Communes limitrophes
Vendoire est limitrophe de cinq autres communes, dont trois dans le département de la Charente.
|                             | Gurat (Charente)           |                       |
| Vaux-Lavalette (Charente)   | Vendoire                   | Champagne-et-Fontaine |
| Salles-Lavalette (Charente) | Nanteuil-Auriac-de-Bourzac |                       |

### Géologie et relief

#### Géologie
Situé sur la plaque nord du Bassin aquitain et bordé à son extrémité nord-est par une frange du Massif central, le département de la Dordogne présente une grande diversité géologique. Les terrains sont disposés en profondeur en strates régulières, témoins d'une sédimentation sur cette ancienne plate-forme marine. Le département peut ainsi être découpé sur le plan géologique en quatre gradins différenciés selon leur âge géologique. Vendoire est située dans le troisième gradin à partir du nord-est, un plateau formé de calcaires hétérogènes du Crétacé.
Les couches affleurantes sur le territoire communal sont constituées de formations superficielles du Quaternaire datant du Cénozoïque, de roches sédimentaires du Mésozoïque. On trouve le Campanien, calcaire crayeux, sur toute la moitié sud de la commune, ce qui donne un paysage vallonné cultivé de céréales d'où l'appellation de Périgord blanc, grenier à blé du Périgord, ainsi que de Champagne périgourdine. Le Santonien et une petite zone de Coniacien occupent le nord de la commune, et le Santonien est séparé du Campanien par une faille d'orientation nord-ouest - sud-est et formant aussi une cuesta faisant face au nord-est qu'on retrouve à l'ouest de la Lizonne jusqu'au sud de Cognac et vers l'est à Verteillac. Au nord de cette cuesta, on trouve des formations de recouvrement (sables argileux bruns, issus de l'altération du Santonien supérieur et datant du Quaternaire (Pléistocène).
La vallée de la Lizonne est occupée par des alluvions récentes composées de sable, terre noire et surtout de tourbe, atteignant une épaisseur de plusieurs mètres,,, qui ont donné lieu à de nombreuses tourbières et des peupleraies.
La formation la plus ancienne, notée c3(2), date du Coniacien indifférencié, composée de calcaires gréseux, sables et marnes à la base puis calcaires bioclastiques et calcaires crayeux et glauconieux ou calcaires à huîtres au sommet. La formation la plus récente, notée CFvs, fait partie des formations superficielles de type colluvions carbonatées de vallons secs : sable limoneux à débris calcaires et argile sableuse à débris. Le descriptif de ces couches est détaillé dans  la feuille « no 733 - Montmoreau » de la carte géologique au 1/50 000 de la France métropolitaine, et sa notice associée.

Carte géologique de Vendoire.

#### Relief et paysages

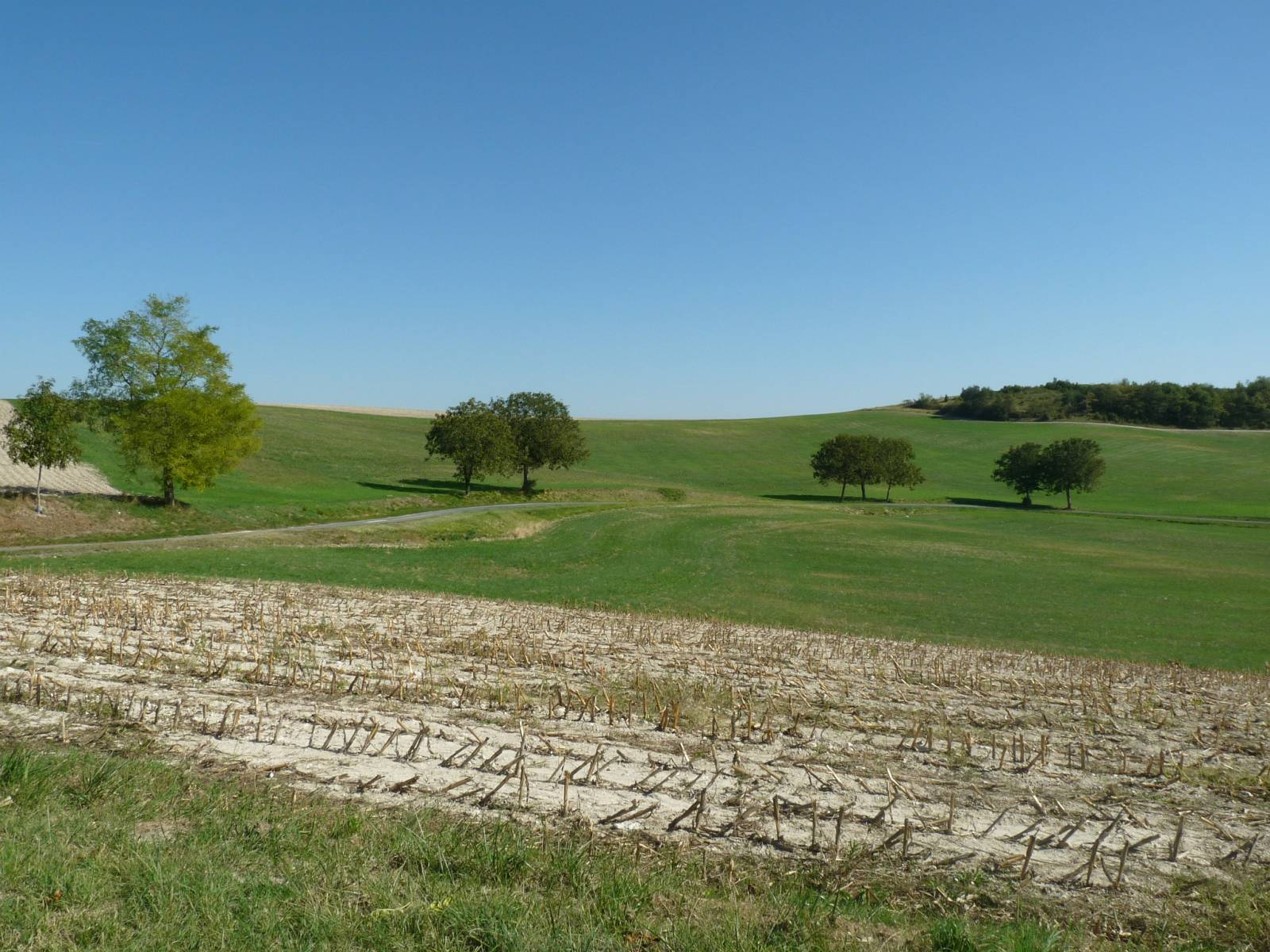
Paysage près de Vendoire.

Le département de la Dordogne se présente comme un vaste plateau incliné du nord-est (491 m, à la forêt de Vieillecour dans le Nontronnais, à Saint-Pierre-de-Frugie) au sud-ouest (2 m à Lamothe-Montravel). L'altitude du territoire communal varie quant à elle entre 70 mètres et 163 mètres au sud.
Dans le cadre de la Convention européenne du paysage entrée en vigueur en France le 1er juillet 2006, renforcée par la loi du 8 août 2016 pour la reconquête de la biodiversité, de la nature et des paysages, un atlas des paysages de la Dordogne a été élaboré sous maîtrise d’ouvrage de l’État et publié en octobre 2020. Les paysages du département s'organisent en huit unités paysagères,. La commune est dans le Ribéracois, une région naturelle possédant un relief vallonné avec des altitudes moyennes comprises autour des 130-160 m, sculpté par la Dronne et ses nombreux affluents. Les paysages sont ondulés de grandes cultures dont les vastes horizons contrastent avec les paysages plus cloisonnés de la Dordogne,.
La commune déborde un peu à l'est sur la vallée de la Pude, affluent de la Lizonne, mais le bassin est orienté vers Champagne-et-Fontaine, du fait du relief, cuesta échancrée par des vallons se dirigeant dans cette direction. Cela explique les altitudes assez élevées dans la commune.
La superficie cadastrale de la commune publiée par l'Insee, qui sert de référence dans toutes les statistiques, est de 11,65 km2,,. La superficie géographique, issue de la BD Topo, composante du Référentiel à grande échelle produit par l'IGN, est quant à elle de 11,71 km2.

### Végétation
La commune est peu boisée et les arbres se concentrent dans la vallée de la Lizonne (peupliers) et au nord de la commune, près du Pas Vieux.

### Hydrographie

#### Réseau hydrographique
La commune est située dans le bassin de la Dordogne au sein du Bassin Adour-Garonne. Elle est drainée par la Lizonne et plusieurs de ses bras, ainsi que par divers petits cours d'eau, qui constituent un réseau hydrographique de 28 km de longueur totale,.
La Lizonne, appelée Nizonne dans sa partie amont, d'une longueur totale de 60,49 km, prend sa source dans la commune de Sceau-Saint-Angel et se jette ans la Dronne en rive droite, en limite d'Allemans et de Saint-Séverin, face à la commune de Bourg-du-Bost,. Elle borde la commune à l'est sur six kilomètres et demi, face à Gurat, Vaux-Lavalette et Salles-Lavalette et forme de nombreux bras.

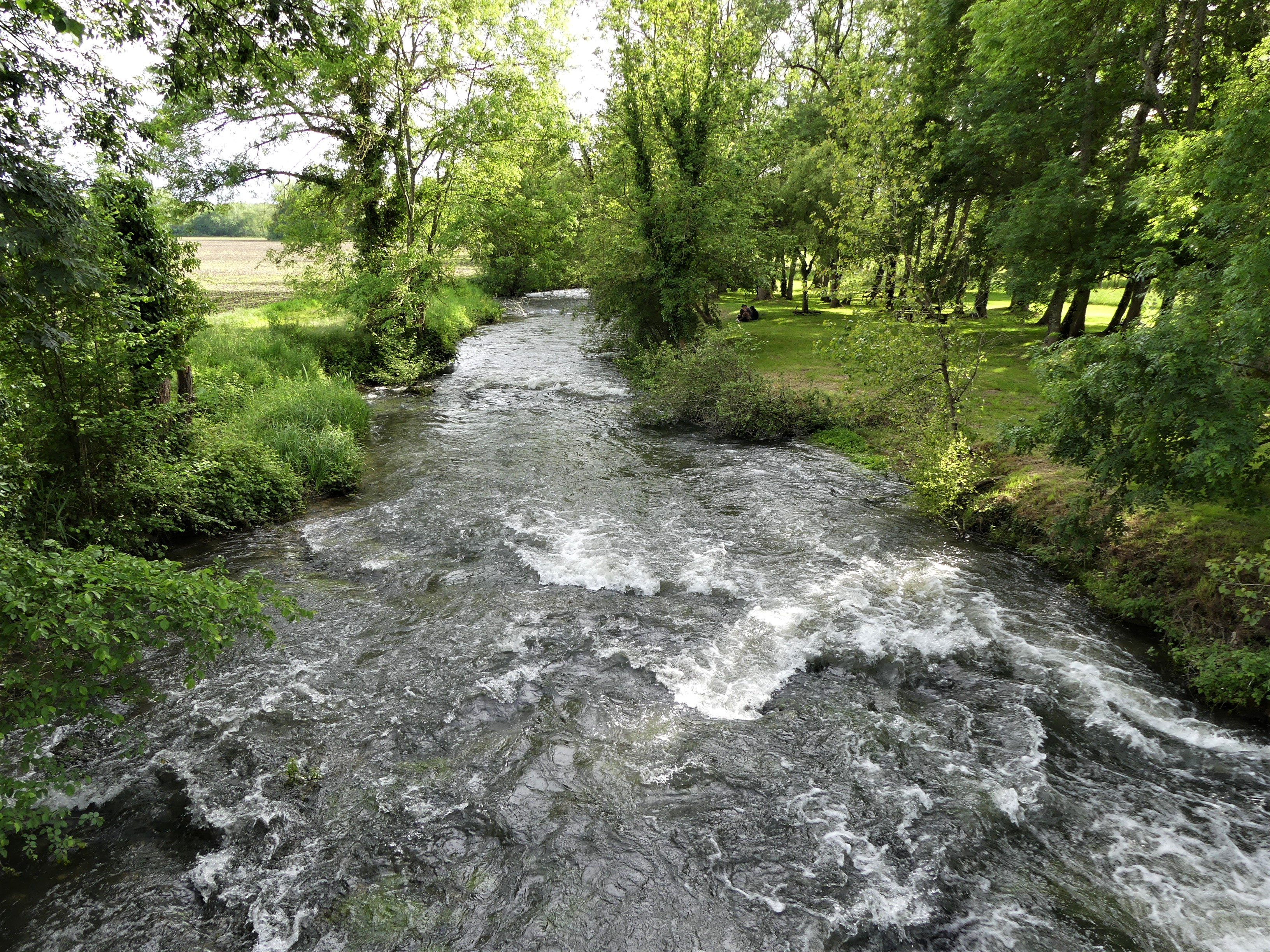
La Lizonne au pont marquant la limite entre Vendoire (RD 102, Dordogne, à gauche) et Gurat (RD 81, Charente).
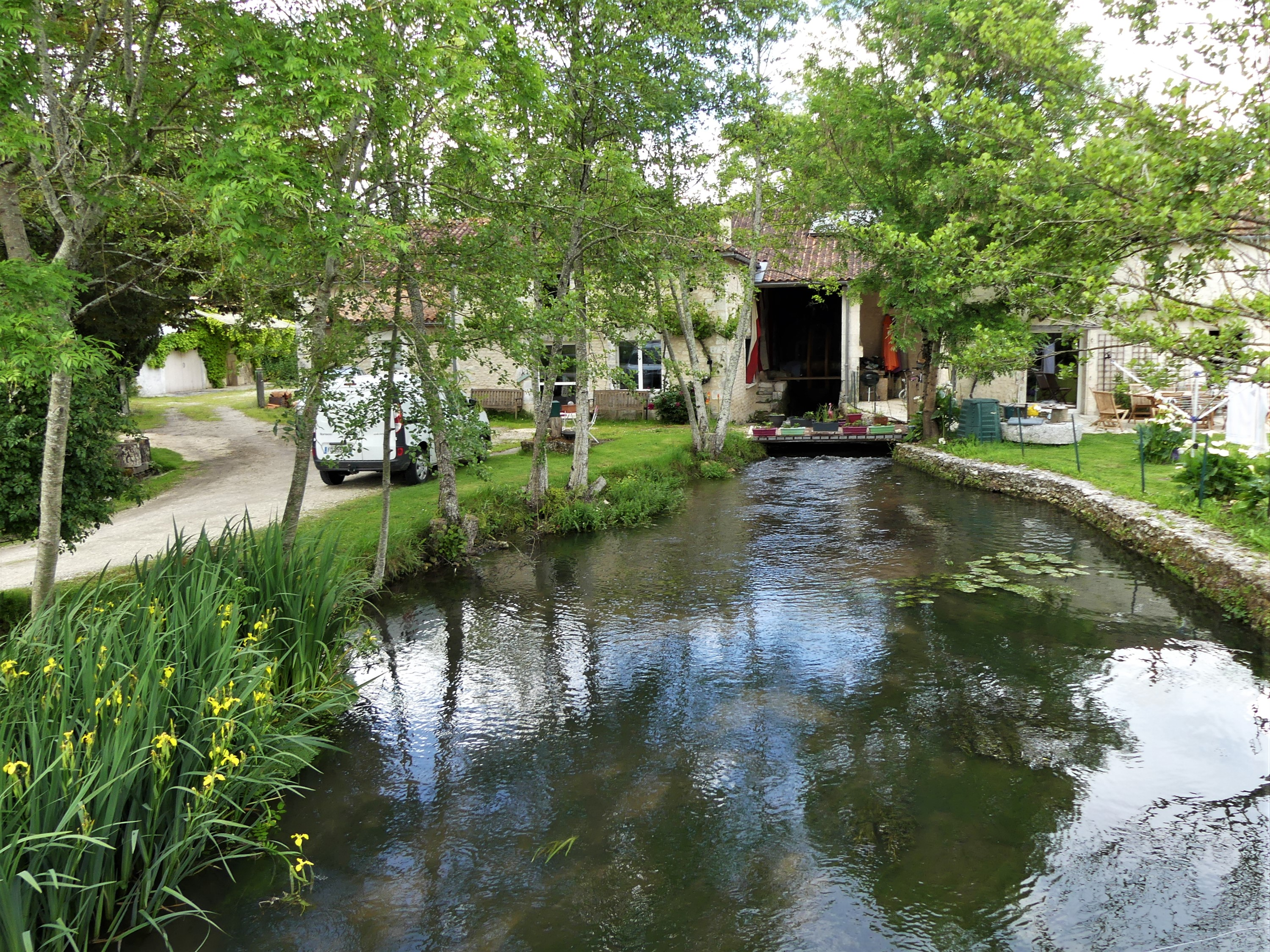
Bras de la Lizonne au lieu-dit le Moulin Mondot.
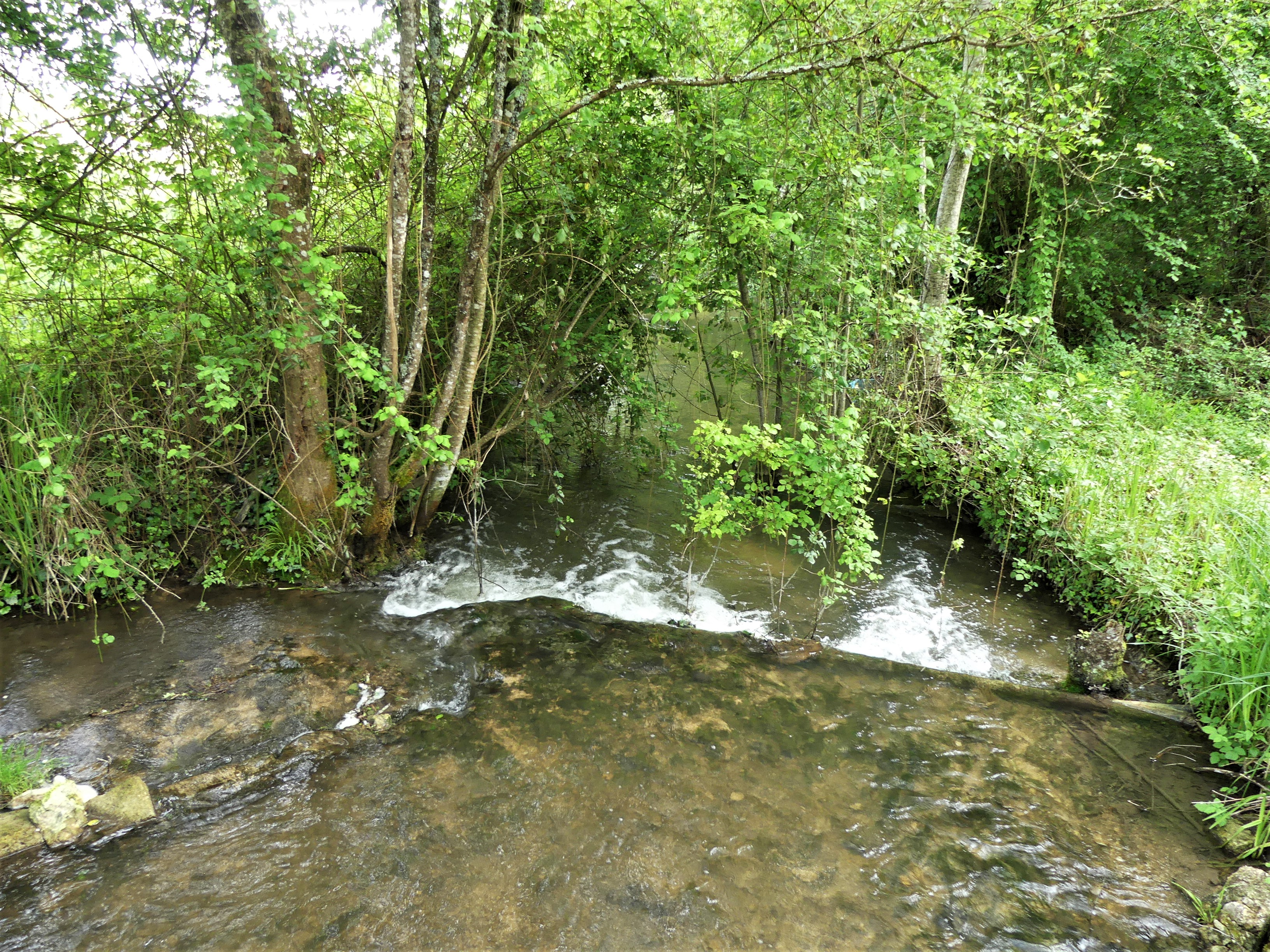
Bras de la Lizonne dans l'impasse du Canard Sauvage.
Réseaux hydrographique et routier de Vendoire.

#### Gestion et qualité des eaux
Le territoire communal est couvert par le schéma d'aménagement et de gestion des eaux (SAGE) « Isle - Dronne ». Ce document de planification, dont le territoire regroupe les bassins versants de l'Isle et de la Dronne, d'une superficie de 7 500 km2, a été approuvé le 2 août 2021. La structure porteuse de l'élaboration et de la mise en œuvre est l'établissement public territorial de bassin de la Dordogne (EPIDOR). Il définit sur son territoire les objectifs généraux d’utilisation, de mise en valeur et de protection quantitative et qualitative des ressources en eau superficielle et souterraine, en respect des objectifs de qualité définis dans le troisième SDAGE  du Bassin Adour-Garonne qui couvre la période 2022-2027, approuvé le 10 mars 2022.
La qualité des eaux de baignade et des cours d’eau peut être consultée sur un site dédié géré par les agences de l’eau et l’Agence française pour la biodiversité.

### Climat
Pour des articles plus généraux, voir Climat de la Nouvelle-Aquitaine et Climat de la Dordogne.
Historiquement, la commune est exposée à un climat océanique aquitain.  
En 2020, Météo-France publie une typologie des climats de la France métropolitaine dans laquelle la commune est exposée à un climat océanique altéré et est dans la région climatique  Aquitaine, Gascogne, caractérisée par une pluviométrie abondante au printemps, modérée en automne, un faible ensoleillement au printemps, un été chaud (19,5 °C), des vents faibles, des brouillards fréquents en automne et en hiver et des orages fréquents en été (15 à 20 jours).
Pour la période 1971-2000, la température annuelle moyenne est de 12,8 °C, avec  une amplitude thermique annuelle de 14,9 °C. Le cumul annuel moyen de précipitations est de 920 mm, avec 11,1 jours de précipitations en janvier et 7,3 jours en juillet. Pour la période 1991-2020, la température moyenne annuelle observée sur la station météorologique la plus proche, située sur la commune de Saint-Martial-Viveyrol à 7 km à vol d'oiseau, est de 13,3 °C et le cumul annuel moyen de précipitations est de 862,3 mm,. Pour l'avenir, les paramètres climatiques de la commune estimés pour 2050 selon différents scénarios d’émission de gaz à effet de serre sont consultables sur un site dédié publié par Météo-France en novembre 2022.

### Milieux naturels et biodiversité

#### ZNIEFF
La vallée de la Lizonne est protégée dans sa traversée de la commune au titre de la zone naturelle d'intérêt écologique, faunistique et floristique (ZNIEFF) de type II « Vallée de la Nizonne »,.
Sa faune est constituée d'environ 250 espèces dont trente sont considérées comme déterminantes :
- vingt mammifères, dont la Loutre d'Europe (Lutra lutra), le Vison d'Europe (Mustela lutreola) et dix-huit espèces de chauves-souris : la Barbastelle d'Europe (Barbastella barbastellus), le Grand murin (Myotis myotis), le Grand rhinolophe (Rhinolophus ferrumequinum), le Minioptère de Schreibers (Miniopterus schreibersii), le Murin à moustaches (Myotis mystacinus), le Murin à oreilles échancrées (Myotis emarginatus), le Murin de Bechstein (Myotis bechsteinii), le Murin de Daubenton (Myotis daubentonii), le Murin de Natterer (Myotis nattereri), la Noctule commune (Nyctalus noctula), la Noctule de Leisler (Nyctalus leisleri), l'Oreillard gris (Plecotus austriacus), l'Oreillard roux (Plecotus auritus), le Petit murin (Myotis blythii), le Petit rhinolophe (Rhinolophus hipposideros), la Pipistrelle de Kuhl (Pipistrellus kuhlii), la Pipistrelle de Nathusius (Pipistrellus nathusii) et la Sérotine commune (Eptesicus serotinus) ;
- sept insectes dont quatre papillons : l'Azuré de la croisette (Phengaris rebeli), l'Azuré de la sanguisorbe (Phengaris teleius), le Cuivré des marais (Lycaena dispar), le Fadet des laîches (Coenonympha oedippus), et trois libellules : l'Agrion de Mercure (Coenagrion mercuriale), la Cordulie à corps fin (Oxygastra curtisii) et le Gomphe de Graslin (Gomphus graslinii) ;
- deux amphibiens, la Rainette verte (Hyla arborea) et le Triton marbré (Triturus marmoratus) ;
- un reptile : la Cistude d'Europe (Emys orbicularis).

Sa flore est également riche de plus de deux cents espèces de plantes, dont neuf sont considérées comme déterminantes : la Fritillaire pintade (Fritillaria meleagris), la Gentiane des marais (Gentiana pneumonanthe), l'Hélianthème blanc (Helianthemum canum), l'Orchis à fleurs lâches (Anacamptis laxiflora), l'Orpin de Nice (Sedum sediforme), le Pigamon jaune (Thalictrum flavum), la Sabline des chaumes (Arenaria controversa), le Scirpe des bois (Scirpus sylvaticus) et l'Utriculaire citrine (Utricularia australis).
Riveraine de la Lizonne et pouvant atteindre jusqu'à 800 mètres de large au niveau du lieu-dit le Petit Lyon, une mince bande s'étendant sur environ deux kilomètres carrés (en deux zones disjointes, de part et d'autre du lieu-dit le Moulin Mondot) fait partie d'une ZNIEFF de type I « Marais alcalins de la vallée de la Nizonne », dans laquelle ont été recensées douze espèces déterminantes d'animaux : l'Agrion de Mercure (Coenagrion mercuriale), l'Azuré de la croisette (Phengaris rebeli), l'Azuré de la sanguisorbe (Phengaris teleius), la Cistude (Emys orbicularis), la Cordulie à corps fin (Oxygastra curtisii), le Cuivré des marais (Lycaena dispar), le Fadet des laîches (Coenonympha oedippus), le Gomphe de Graslin (Gomphus graslinii), la Loutre d'Europe (Lutra lutra), la Rainette verte (Hyla arborea), le Triton marbré (Triturus marmoratus) et le Vison d'Europe (Mustela lutreola), ainsi que cinq espèces déterminantes de plantes : la Fritillaire pintade (Fritillaria meleagris), la Gentiane des marais (Gentiana pneumonanthe), le Pigamon jaune (Thalictrum flavum), la Sagittaire à feuilles en flèche (Sagittaria sagittifolia) et l'Utriculaire citrine (Utricularia australis). Par ailleurs, 160 autres espèces animales et 156 autres espèces végétales y ont été répertoriées.
Selon l'Inventaire national du patrimoine naturel (INPN), le site « Tourbières de Vendoire » concerne la commune de Vendoire. Dans les faits, les communes du département de la Dordogne mentionnées par la fiche ne font que tangenter cette zone naturelle d'intérêt écologique, faunistique et floristique (ZNIEFF), intégralement comprise dans le département de la Charente, comme le montre la carte du site. Ces communes de Dordogne, dont Vendoire, sont traitées dans la ZNIEFF « Vallée de la Nizonne » décrite ci-dessus,.

#### Natura 2000
Dans leur traversée de la commune, la Lizonne et sa vallée font partie d'une zone du réseau Natura 2000 « Vallée de la Nizonne » avec vingt espèces animales inscrites à l'annexe II de la directive 92/43/CEE de l'Union européenne :
- sept insectes : l'Agrion de Mercure (Coenagrion mercuriale), l'Azuré de la sanguisorbe (Phengaris teleius), la Cordulie à corps fin (Oxygastra curtisii), le Cuivré des marais (Lycaena dispar), le Damier de la succise (Euphydryas aurinia), le Fadet des laîches (Coenonympha oedippus) et le Gomphe de Graslin (Gomphus graslinii) ;
- dix mammifères : la Loutre d'Europe (Lutra lutra), le Vison d'Europe (Mustela lutreola), et huit chauves-souris : la Barbastelle d'Europe (Barbastella barbastellus), le Grand murin (Myotis myotis), le Grand rhinolophe (Rhinolophus ferrumequinum), le Minioptère de Schreibers (Miniopterus schreibersii), le Murin à oreilles échancrées (Myotis emarginatus), le Murin de Bechstein (Myotis bechsteinii), le Petit murin (Myotis blythii) et le Petit rhinolophe (Rhinolophus hipposideros) ;
- deux poissons : le Chabot fluviatile (Cottus perifretum) et la Lamproie de Planer (Lampetra  planeri) ;
- un reptile : la Cistude (Emys orbicularis).

## Urbanisme

### Typologie
Au 1er janvier 2024, Vendoire est catégorisée commune rurale à habitat très dispersé, selon la nouvelle grille communale de densité à 7 niveaux définie par l'Insee en 2022.
Elle est située hors unité urbaine et hors attraction des villes,.

### Occupation des sols
L'occupation des sols de la commune, telle qu'elle ressort de la base de données européenne d’occupation biophysique des sols Corine Land Cover (CLC), est marquée par l'importance des territoires agricoles (79,9 % en 2018), en diminution par rapport à 1990 (80,8 %). La répartition détaillée en 2018 est la suivante : 
terres arables (70,9 %), forêts (14,9 %), zones agricoles hétérogènes (7,8 %), zones humides intérieures (5,2 %), prairies (1,2 %). L'évolution de l’occupation des sols de la commune et de ses infrastructures peut être observée sur les différentes représentations cartographiques du territoire : la carte de Cassini (XVIIIe siècle), la carte d'état-major (1820-1866) et les cartes ou photos aériennes de l'IGN pour la période actuelle (1950 à aujourd'hui).

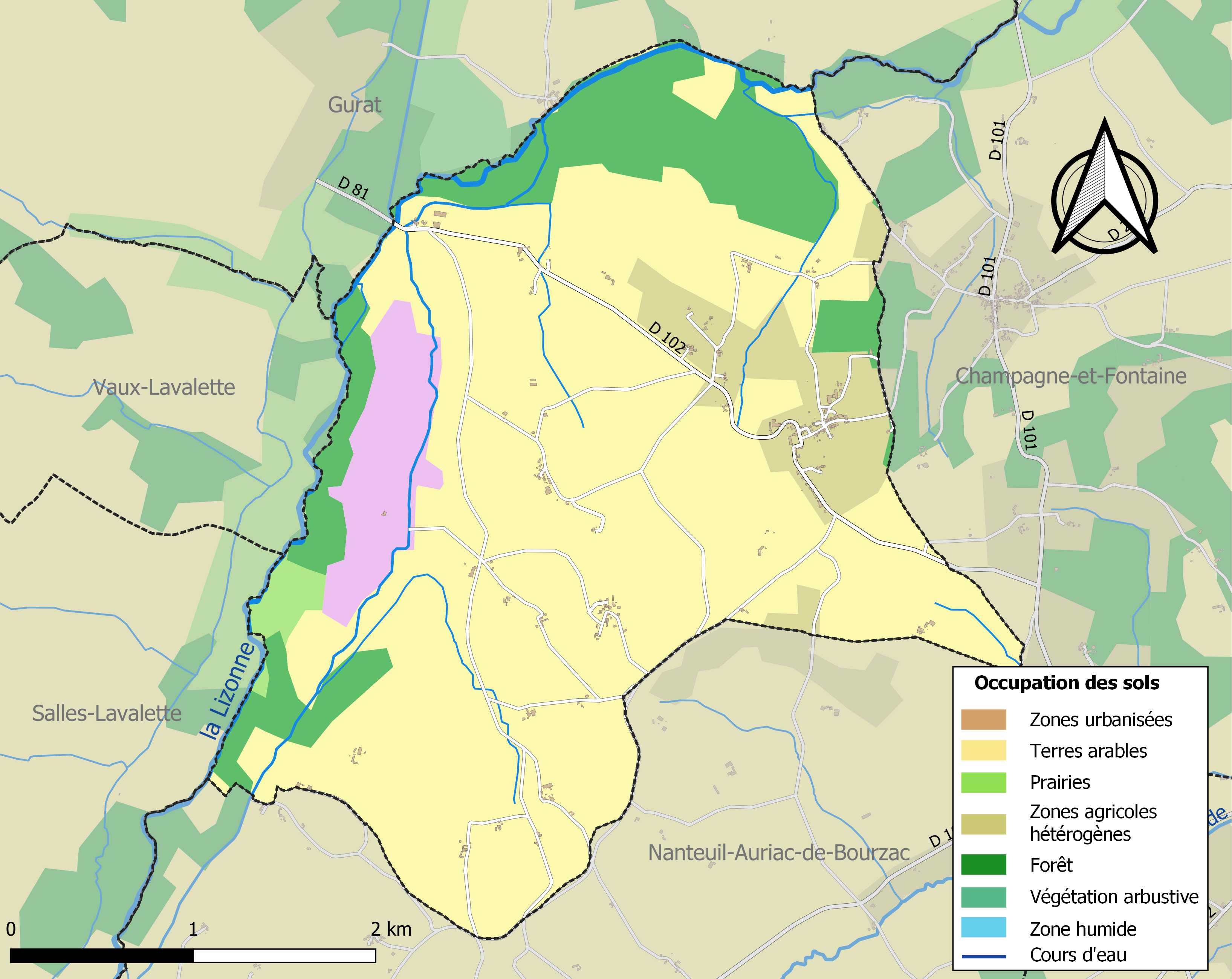
Carte des infrastructures et de l'occupation des sols de la commune en 2018 (CLC).

### Hameaux et lieux-dits
(Liste non exhaustive)
L'habitat est très dispersé. Outre le village de Vendoire proprement dit, la commune se compose de nombreux hameaux ou fermes, ainsi que de lieux-dits, disséminés entre les coteaux :
- au Barlier
- le Bouchaud
- Bourzac
- la Brousse
- le Buguet
- Cheyliac
- chez Cassotier
- chez Désier
- chez Gorreaud
- chez Jarnac
- chez Lafon
- chez Lepic
- chez Mataly
- chez Mathieu
- chez Mauriac
- chez Mérigot
- chez Puymoreau
- chez Roulette
- chez Rouyaux
- chez Tinon
- le Cluzeau
- la Courtaudie
- Faveyrol
- le Grand Lyon
- les Graviers
- le Maine Brandy
- Maison Blanche
- les Martins
- le Mirador
- Monsalut
- Moulin de Mondot
- Narbonne
- Pas Vieux
- Petit Jarnac
- le Petit Lyon
- Petit Narbonne
- les Piples
- le Pont Bleu
- au Puits du Moulin
- aux Tires
- au Verger

### Logement
En 2015, le nombre total de logements dans la commune était de 634, alors qu'il était de 512 en 1999.
Parmi ces logements, 74,9 % étaient des résidences principales, 7,7 % des résidences secondaires et 17,4 % des logements vacants. Ces logements étaient pour 91,8 % d'entre eux des maisons individuelles et pour 7,5 % des appartements.
La proportion des résidences principales, propriétés de leurs occupants était de 69,5 %, en diminution par rapport à 2010 (70,7 %).

### Prévention des risques
Le territoire de la commune de Vendoire est vulnérable à différents aléas naturels : météorologiques (tempête, orage, neige, grand froid, canicule ou sécheresse), inondations, feux de forêts, mouvements de terrains et séisme (sismicité faible). Un site publié par le BRGM permet d'évaluer simplement et rapidement les risques d'un bien localisé soit par son adresse soit par le numéro de sa parcelle.
Certaines parties du territoire communal sont susceptibles d’être affectées par le risque d’inondation par débordement de cours d'eau, notamment la Lizonne. La commune a été reconnue en état de catastrophe naturelle au titre des dommages causés par les inondations et coulées de boue survenues en 1982, 1983 et 1999,.
Vendoire est exposée au risque de feu de forêt. L’arrêté préfectoral du 14 mars 2013 fixe les conditions de pratique des incinérations et de brûlage dans un objectif de réduire le risque de départs d’incendie. À ce titre, des périodes sont déterminées : interdiction totale du 15 février au 15 mai et du 15 juin au 15 octobre, utilisation réglementée du 16 mai au 14 juin et du 16 octobre au 14 février. En septembre 2020, un plan inter-départemental de protection des forêts contre les incendies (PidPFCI) a été adopté pour la période 2019-2029,.

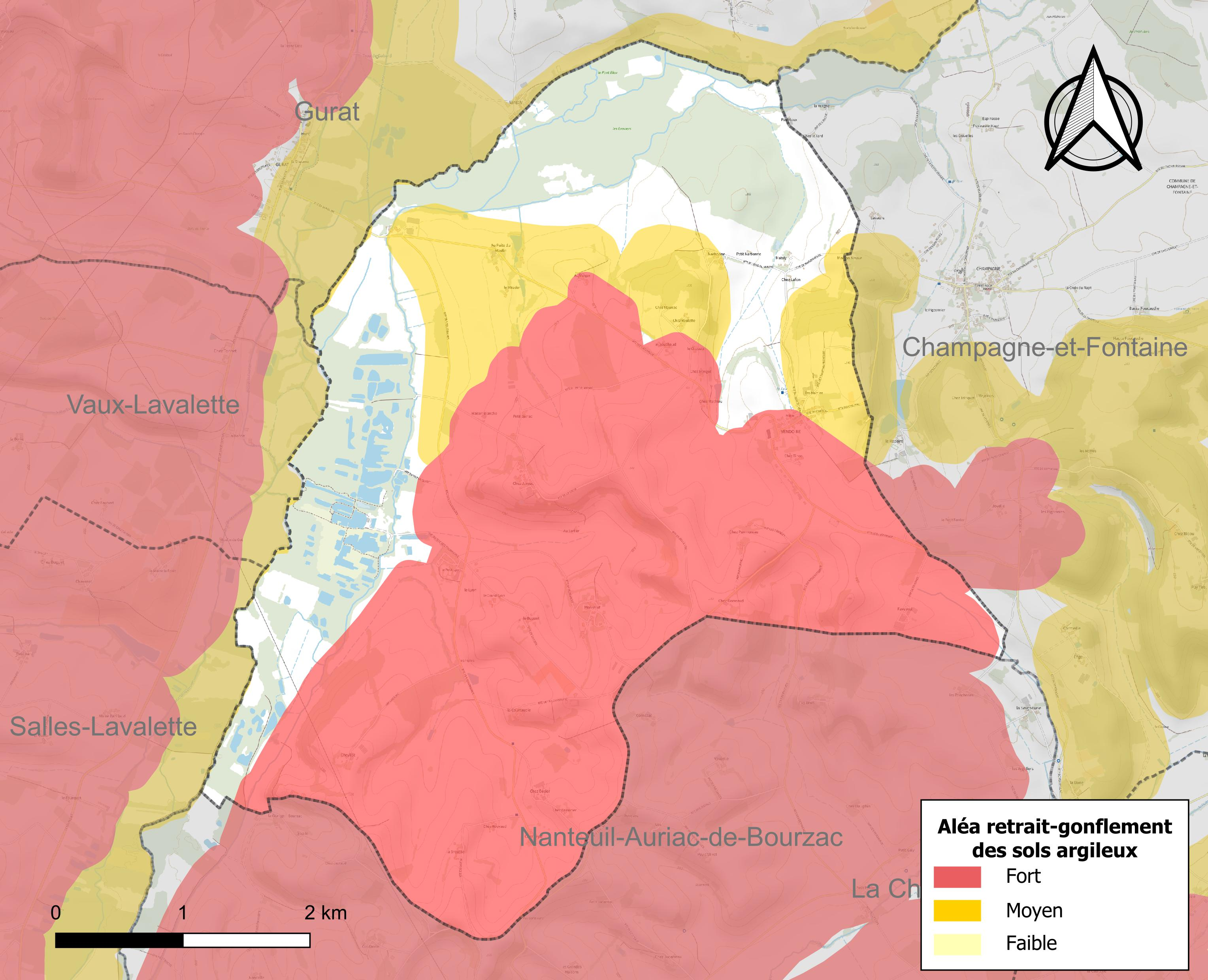
Carte des zones d'aléa retrait-gonflement des sols argileux de Vendoire.

Les mouvements de terrains susceptibles de se produire sur la commune sont des tassements différentiels. Le retrait-gonflement des sols argileux est susceptible d'engendrer des dommages importants aux bâtiments en cas d’alternance de périodes de sécheresse et de pluie. 68,9 % de la superficie communale est en aléa moyen ou fort (58,6 % au niveau départemental et 48,5 % au niveau national métropolitain). Depuis le 1er octobre 2020, en application de la loi ÉLAN, différentes contraintes s'imposent aux vendeurs, maîtres d'ouvrages ou constructeurs de biens situés dans une zone classée en aléa moyen ou fort,.
La commune a été reconnue en état de catastrophe naturelle au titre des dommages causés par des mouvements de terrain en 1999.

## Toponymie

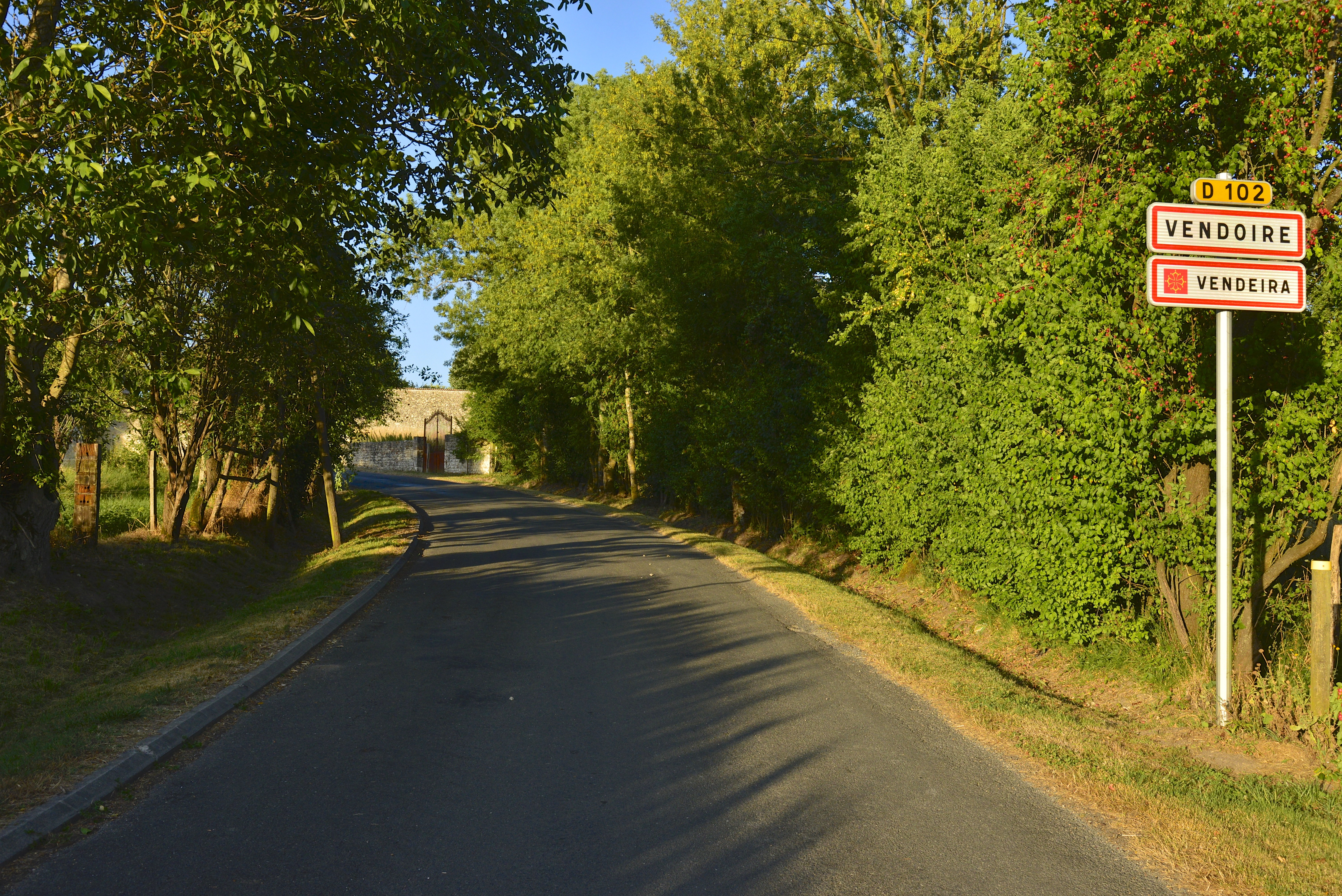
Panneaux d'entrée à Vendoire, en français et en occitan.

Selon Chantal Tanet et Tristan Hordé, il s'agit d'un composé gaulois (celtique) fondé sur Vindos, nom de personne gaulois, attesté pour Xavier Delamarre et équivalent de nos Leblanc, suivi de l'appellatif durum. De son côté, Bénédicte Fénié envisage également une origine gauloise, éventuellement à partir de *Vindo(s)durum signifiant « forteresse blanche », cependant le sens de duron (latinisé en durum) est peu probablement celui de « forteresse » qui est la traduction de dunon, mais « portes > marché clos, place, forum > ville close, bourg ».
En occitan, la commune porte le nom de Vendeira.

## Histoire
La première mention écrite connue du village remonte au XIIIe siècle sous la forme Venduira. Au siècle suivant, les graphies Vendueyra puis Vendoyra apparaissent.

## Politique et administration

### Rattachements administratifs
Dès 1790, la commune de Vendoire a été rattachée au canton de Champaigne qui dépendait du district de Ribérac jusqu'en 1795, date de suppression des districts. Lorsque ce canton est supprimé par la loi du 8 pluviôse an IX (28 janvier 1801)  portant sur la « réduction du nombre de justices de paix », la commune est rattachée au canton de Verteillac dépendant de l'arrondissement de Ribérac. Ce dernier étant supprimé en 1926, ses communes sont alors rattachées à l'arrondissement de Périgueux.

### Intercommunalité
Fin 1996, Vendoire intègre dès sa création la communauté de communes du Verteillacois. Celle-ci est dissoute au 31 décembre 2013 et remplacée au 1er janvier 2014 par un intercommunalité élargie : la communauté de communes du Pays Ribéracois, renommée en 2019 communauté de communes du Périgord Ribéracois.

### Administration municipale
La population de la commune étant comprise entre 100 et 499 habitants au recensement de 2017, onze conseillers municipaux ont été élus en 2020,.

### Liste des maires

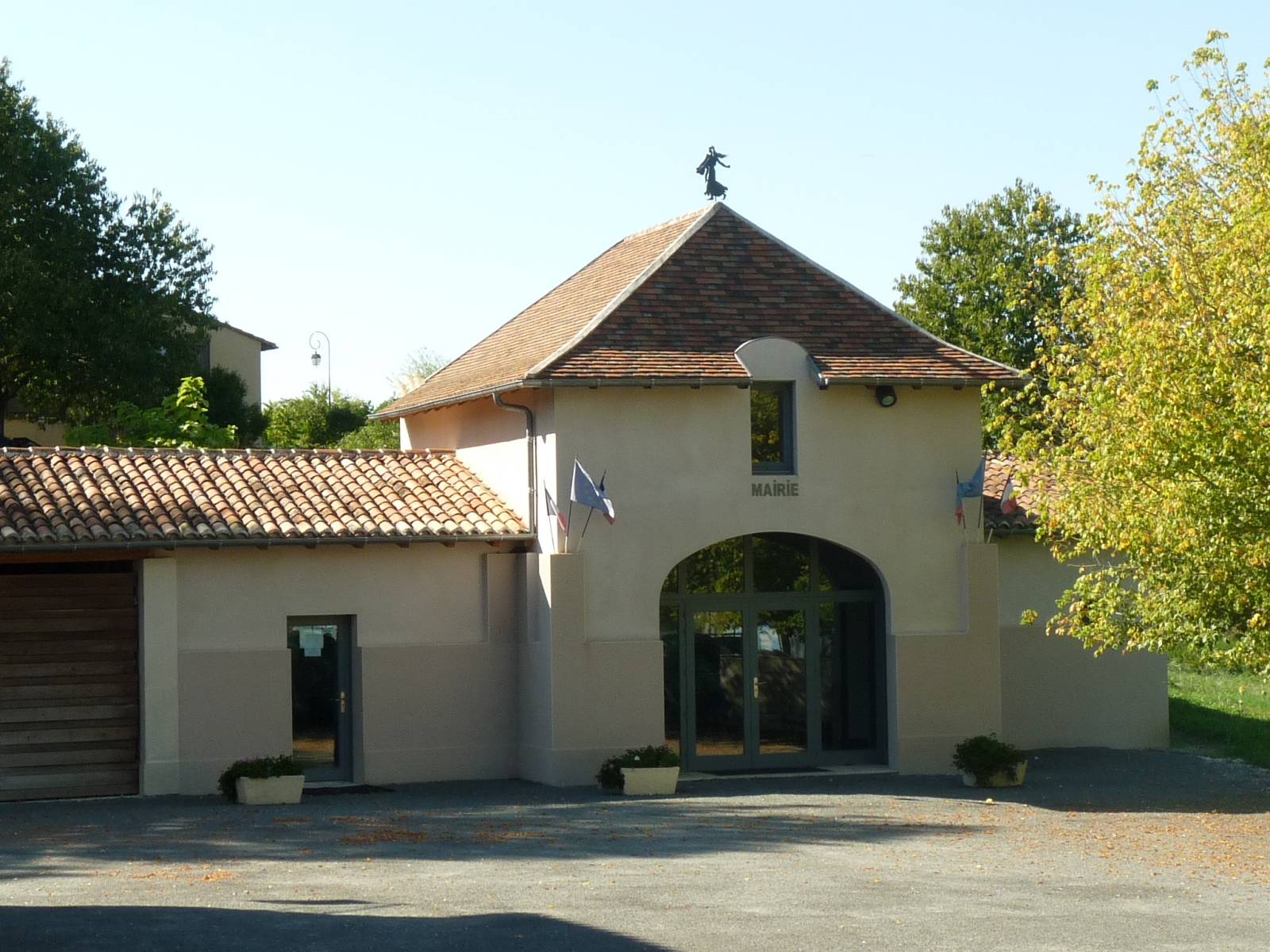
La mairie.

| Période                                  | Période  | Identité       | Étiquette | Qualité                 |
| ---------------------------------------- | -------- | -------------- | --------- | ----------------------- |
| Les données manquantes sont à compléter. |          |                |           |                         |
|                                          |          |                |           |                         |
| 1971                                     | 1995     | Alban Bourinet | PS        | Retraité de l'assurance |
| 1995                                     | mai 2020 | Alain Lucas    | UMP       | Agriculteur             |
| mai 2020                                 | En cours | Marion Lafaye  |           | Chef d'entreprise       |

### Jumelages

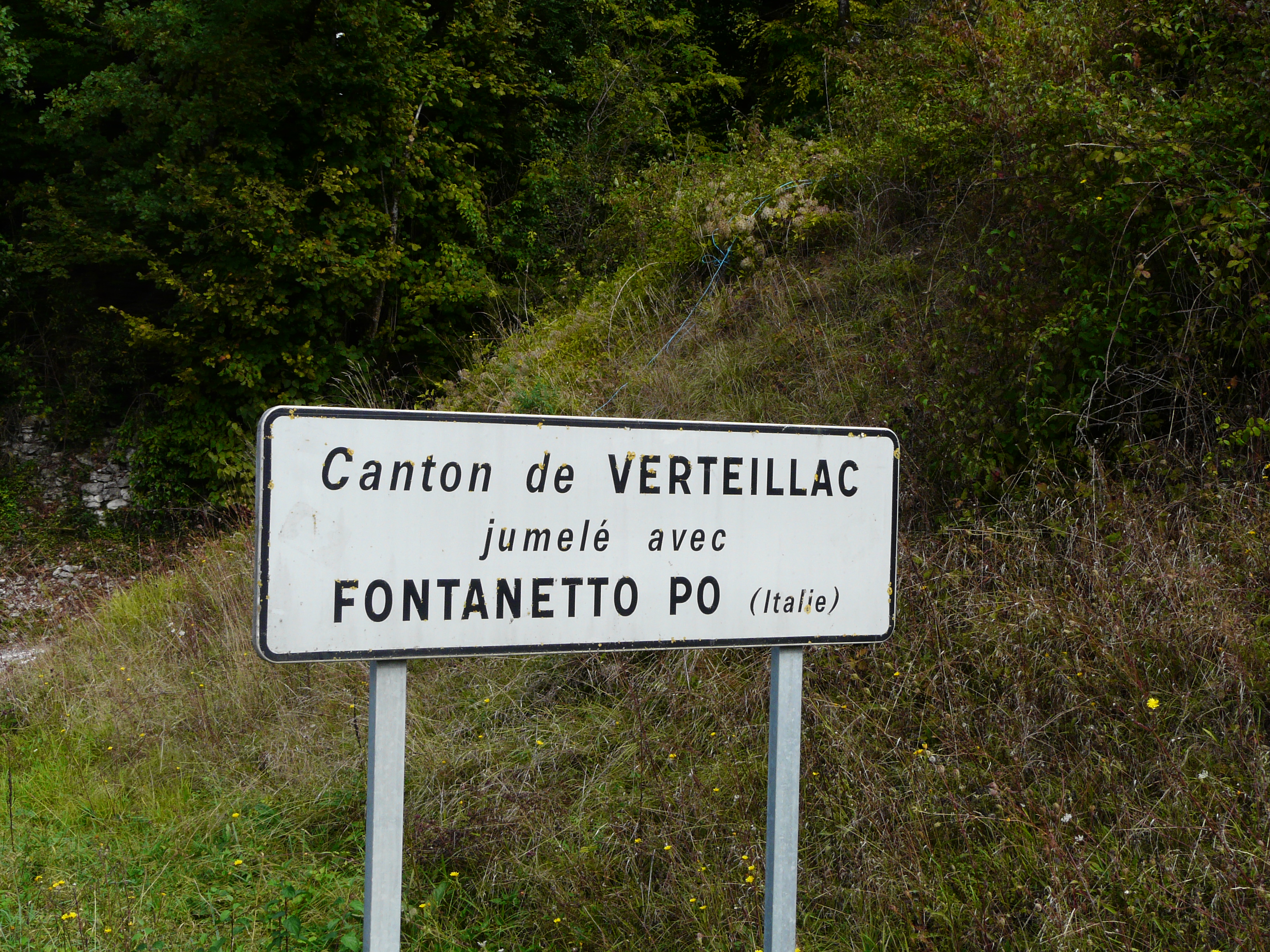
Panneau de jumelage avec Fontanetto Po.

L'ensemble des communes de l'ancien canton de Verteillac, dont faisait partie Vendoire, est jumelé avec Fontanetto Po (Italie) depuis 1988.

## Équipements et services publics

### Justice
En 2023, dans le domaine judiciaire, Vendoire relève : 
- du tribunal judiciaire, du tribunal pour enfants, du conseil de prud'hommes et du tribunal de commerce de Périgueux ;
- du pôle Nationalité du tribunal judiciaire de Périgueux (compétent uniquement dans le domaine de la nationalité) ;
- de la cour d'appel, du tribunal administratif et de la  cour administrative d'appel de Bordeaux.

## Population et société

### Démographie
L'évolution du nombre d'habitants est connue à travers les recensements de la population effectués dans la commune depuis 1793. Pour les communes de moins de 10 000 habitants, une enquête de recensement portant sur toute la population est réalisée tous les cinq ans, les populations de référence des années intermédiaires étant quant à elles estimées par interpolation ou extrapolation. Pour la commune, le premier recensement exhaustif entrant dans le cadre du nouveau dispositif a été réalisé en 2006.

En 2022, la commune comptait 135 habitants, en évolution de −0,74 % par rapport à 2016 (Dordogne : +0,37 %, France hors Mayotte : +2,11 %).
| 1793 | 1800 | 1806 | 1821 | 1831 | 1836 | 1841 | 1846 | 1851 |
| ---- | ---- | ---- | ---- | ---- | ---- | ---- | ---- | ---- |
| 499  | 466  | 504  | 501  | 557  | 577  | 552  | 565  | 532  |

| 1856 | 1861 | 1866 | 1872 | 1876 | 1881 | 1886 | 1891 | 1896 |
| ---- | ---- | ---- | ---- | ---- | ---- | ---- | ---- | ---- |
| 520  | 503  | 502  | 445  | 467  | 490  | 467  | 451  | 418  |

| 1901 | 1906 | 1911 | 1921 | 1926 | 1931 | 1936 | 1946 | 1954 |
| ---- | ---- | ---- | ---- | ---- | ---- | ---- | ---- | ---- |
| 420  | 379  | 397  | 303  | 321  | 327  | 306  | 305  | 258  |

| 1962 | 1968 | 1975 | 1982 | 1990 | 1999 | 2006 | 2011 | 2016 |
| ---- | ---- | ---- | ---- | ---- | ---- | ---- | ---- | ---- |
| 236  | 183  | 193  | 176  | 185  | 149  | 151  | 153  | 136  |

| 2021 | 2022 | - | - | - | - | - | - | - |
| ---- | ---- | - | - | - | - | - | - | - |
| 132  | 135  | - | - | - | - | - | - | - |

### Manifestations culturelles et festivités
La fête annuelle du village a lieu le 15 août. Elle est organisée par l'association pour le Rassemblement des Véhicules Anciens du Périgord Vert (ARVAPV). 

## Économie

### Emploi
En 2015, parmi la population communale comprise entre 15 et 64 ans, les actifs représentent 66 personnes, soit 46,8 % de la population municipale. Le nombre de chômeurs (six) a diminué par rapport à 2010 (treize) et le taux de chômage de cette population active s'établit à 9,4 %.

### Établissements
Au 31 décembre 2015, la commune compte trente établissements, dont quatorze dans l'agriculture, la sylviculture ou la pêche, onze au niveau des commerces, transports ou services, deux relatifs au secteur administratif, à l'enseignement, à la santé ou à l'action sociale, deux dans l'industrie, et un dans la construction.

## Culture locale et patrimoine

### Lieux et monuments

#### Monuments historiques
La commune compte un monument répertorié aux monuments historiques et 10 lieux et monuments répertoriés à l'Inventaire général du patrimoine culturel.
L'église paroissiale Notre-Dame-de-l'Assomption date du XIIe siècle et a fait l'objet d'une consolidation au XIXe siècle. Le portail roman possède des chapiteaux sculptés d'animaux fabuleux, de figures géométriques et de feuillage. Elle est inscrite aux monuments historiques depuis le 24 juin 1948.

L'église de Vendoire
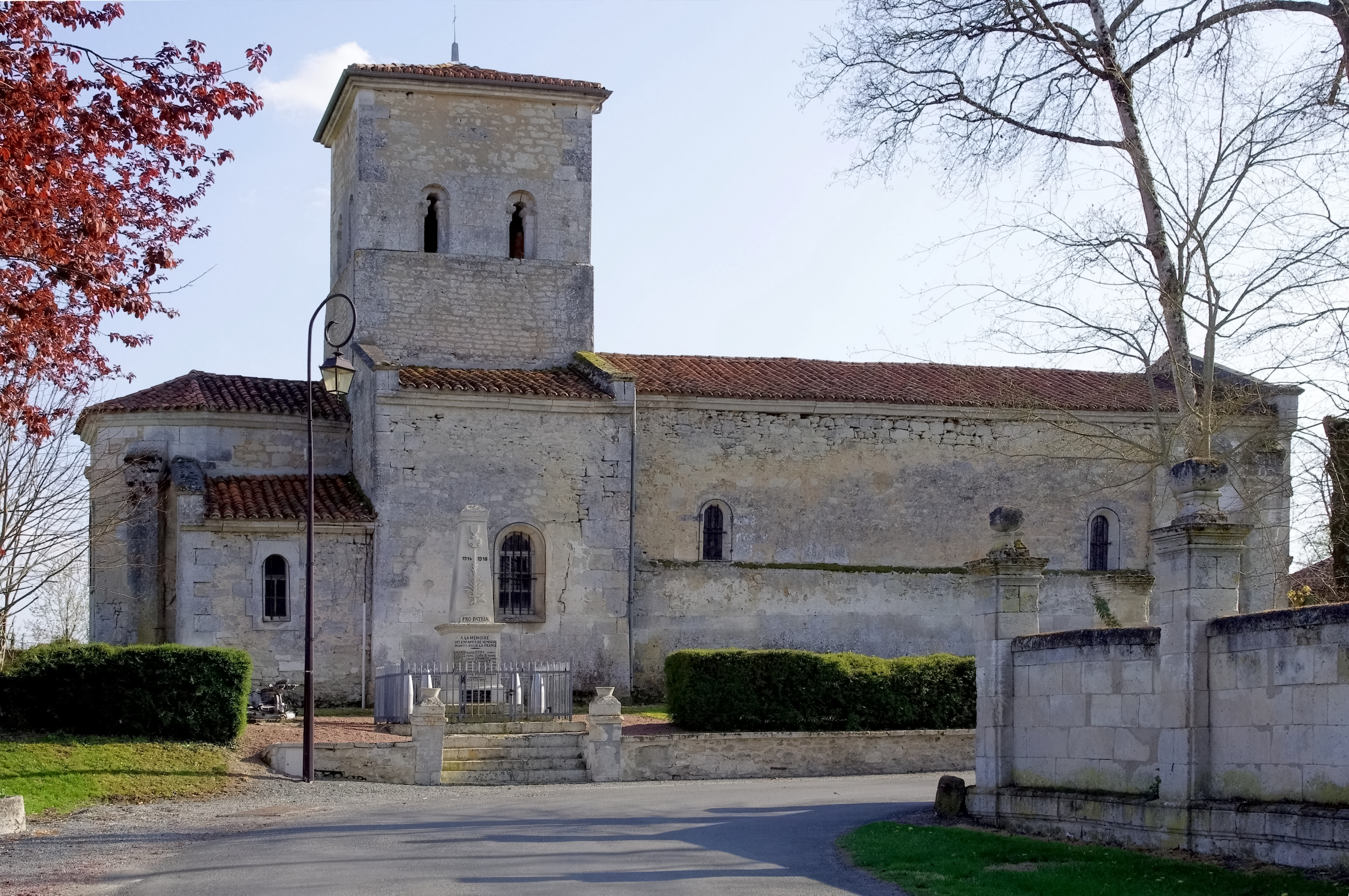
Vue latérale.
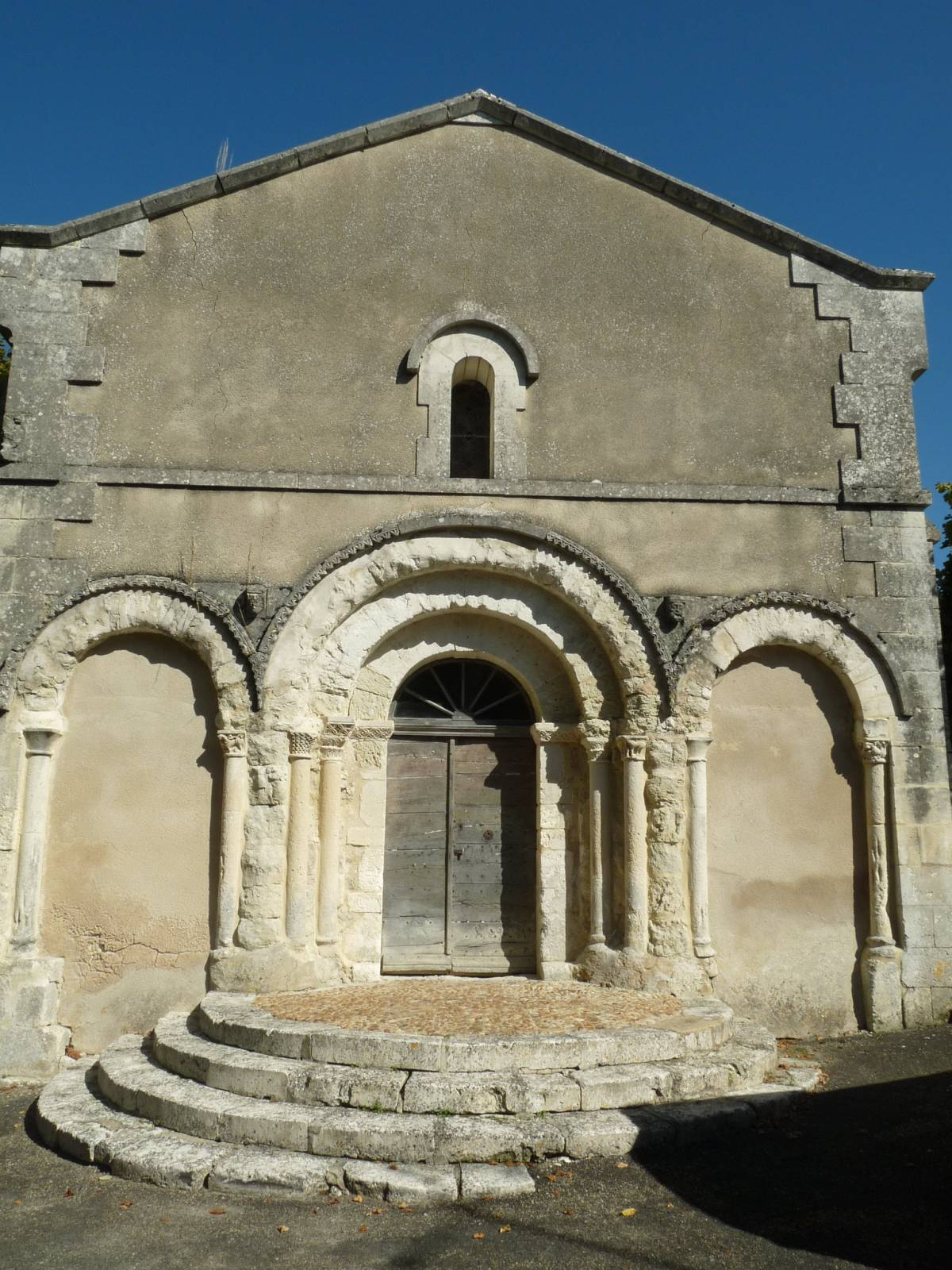
L'entrée.
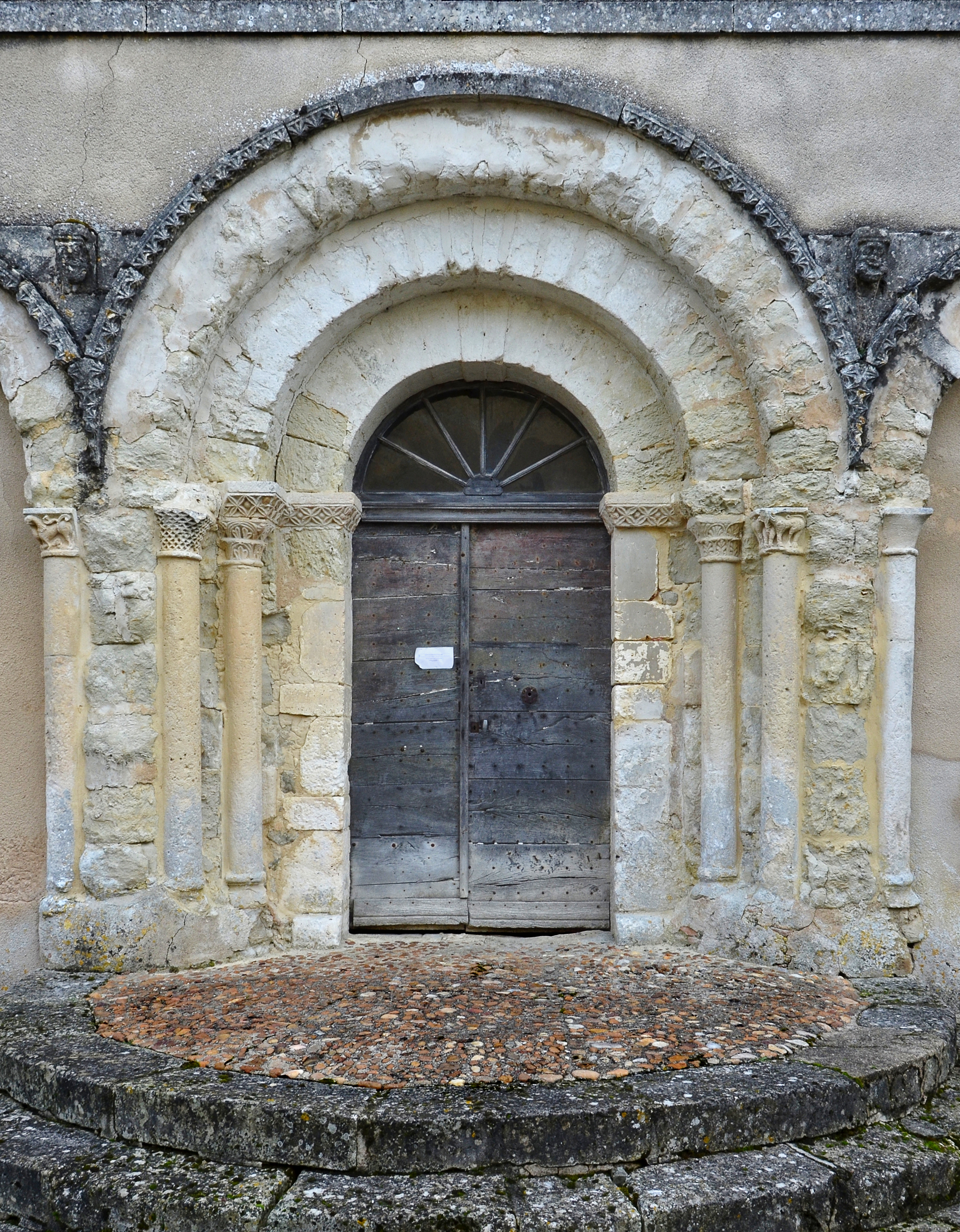
Le portail sculpté.

#### Autres lieux et monuments
Le château de Vendoire a été édifié aux XVIIe et XVIIIe siècles et restauré au XIXe siècle. Il est situé près de l'église paroissiale. Son architecture ressemble beaucoup à celle du très proche château de la Vassaldie de Gout-Rossignol.
L'ancien château de Bourzac, siège d'une châtellenie établie vers le XIe siècle, était situé à l'extrémité sud-ouest de la commune, en limite avec Nanteuil-Auriac-de-Bourzac. Surplombant la Lizonne sur un éperon et une motte très bien conservée qu'occupe aujourd'hui une statue, il datait du XVIe siècle. La propriété de ce château hébergeait aussi un ancien prieuré de bénédictins dépendant de l'abbaye de Brantôme. Il ne reste aujourd'hui plus rien ni du château ni du prieuré,. Le comte de Cumond qui a décrit le site avec précision rapporte que selon les habitants du pays il existerait plusieurs galeries souterraines, dont l'entrée est obstruée par les débris des murailles, et un caveau sous la motte du donjon.
C'est cet endroit, ancien chef-lieu de la commune avant déplacement au bourg actuel, qui avait donné son nom aux anciennes communes voisines de Nanteuil-de-Bourzac et Auriac-de-Bourzac.
Les tourbières de Vendoire sont dans la vallée de la Lizonne, à l'écart des cultures et des routes. Ce sont d'anciennes tourbières remplies d'eau, qui abritent une flore et une faune caractéristiques de la région. Contigu à la zone naturelle d'intérêt écologique, faunistique et floristique (ZNIEFF) de type I homonyme située en Charente sur les communes de Gurat, Salles-Lavalette et Vaux-Lavalette, cet espace de 32 hectares est inclus dans la zone naturelle d'intérêt écologique, faunistique et floristique (ZNIEFF) de type II Vallée de la Nizonne.
Elles abritent l'écomusée de la tourbe, ouvert de mai à mi-septembre. Les tourbières de Vendoire font l'objet d'une gestion écologique depuis 1997 assurée par le Conservatoire d'espaces naturels Aquitaine, en partenariat avec le syndicat de Pays du Ribéracois.
Le moulin de Mondot est un ancien moulin à huile de noix et moulin à blé. 

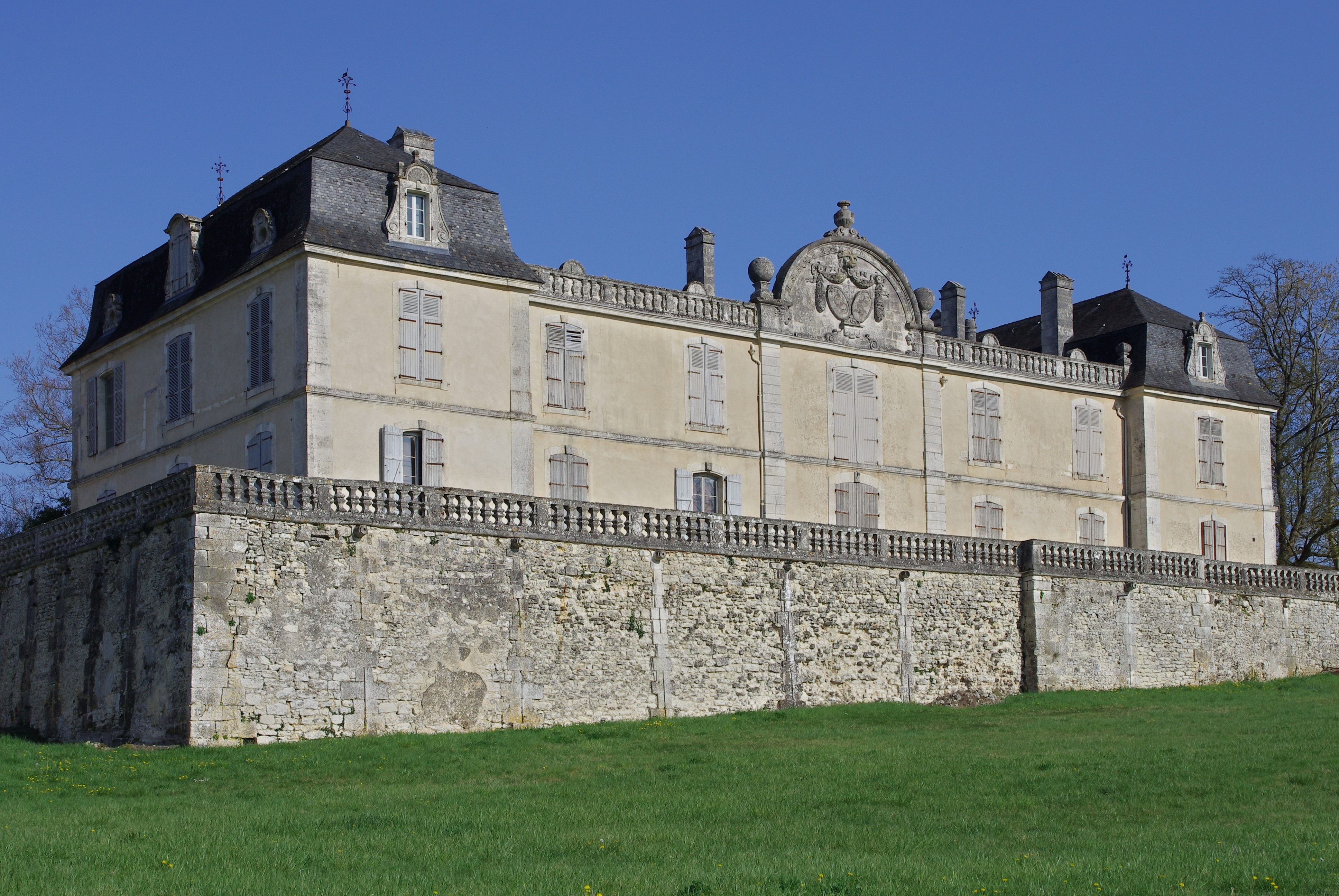
Le château : façade ouest.
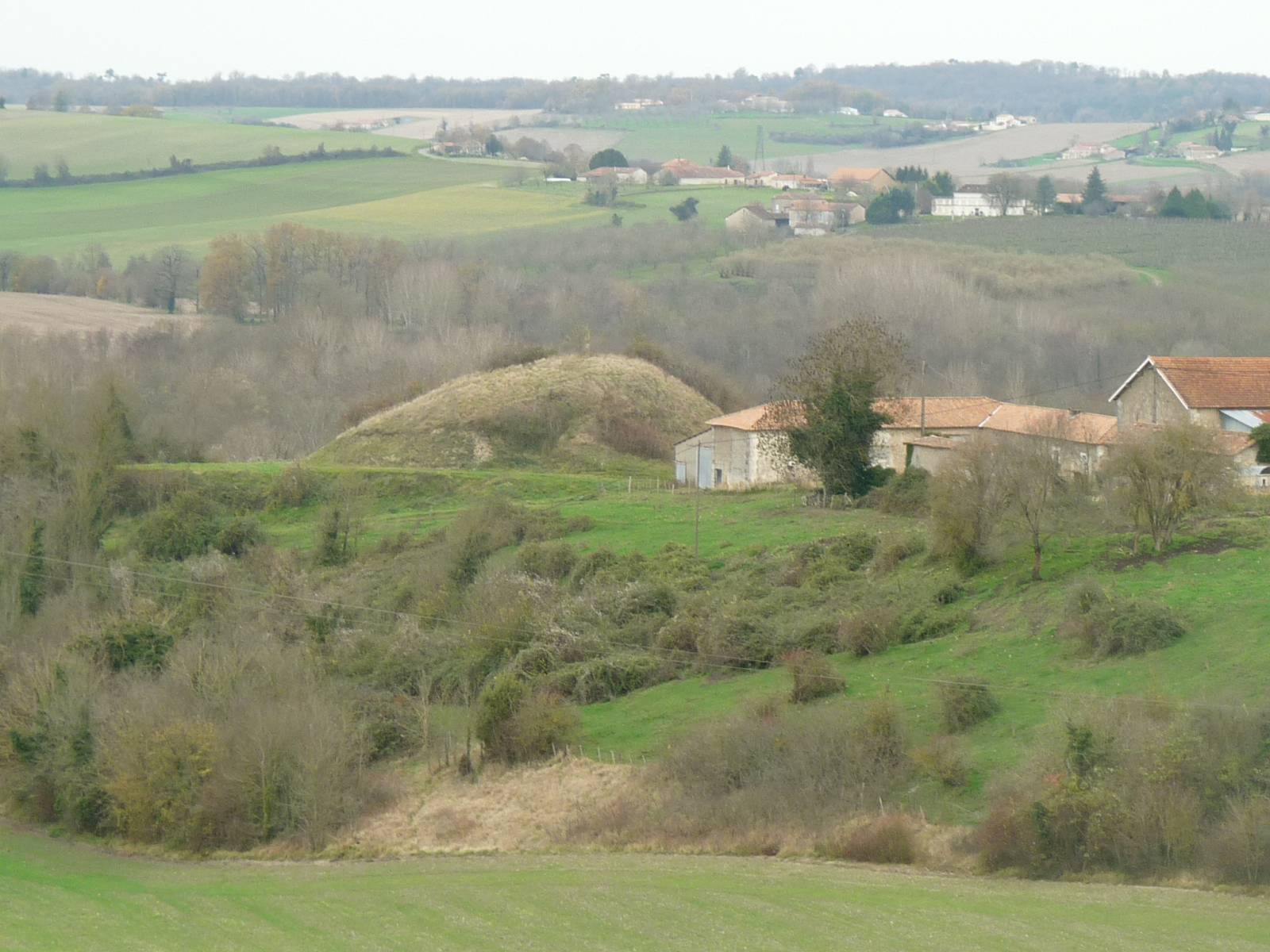
L'ancien emplacement de Bourzac.
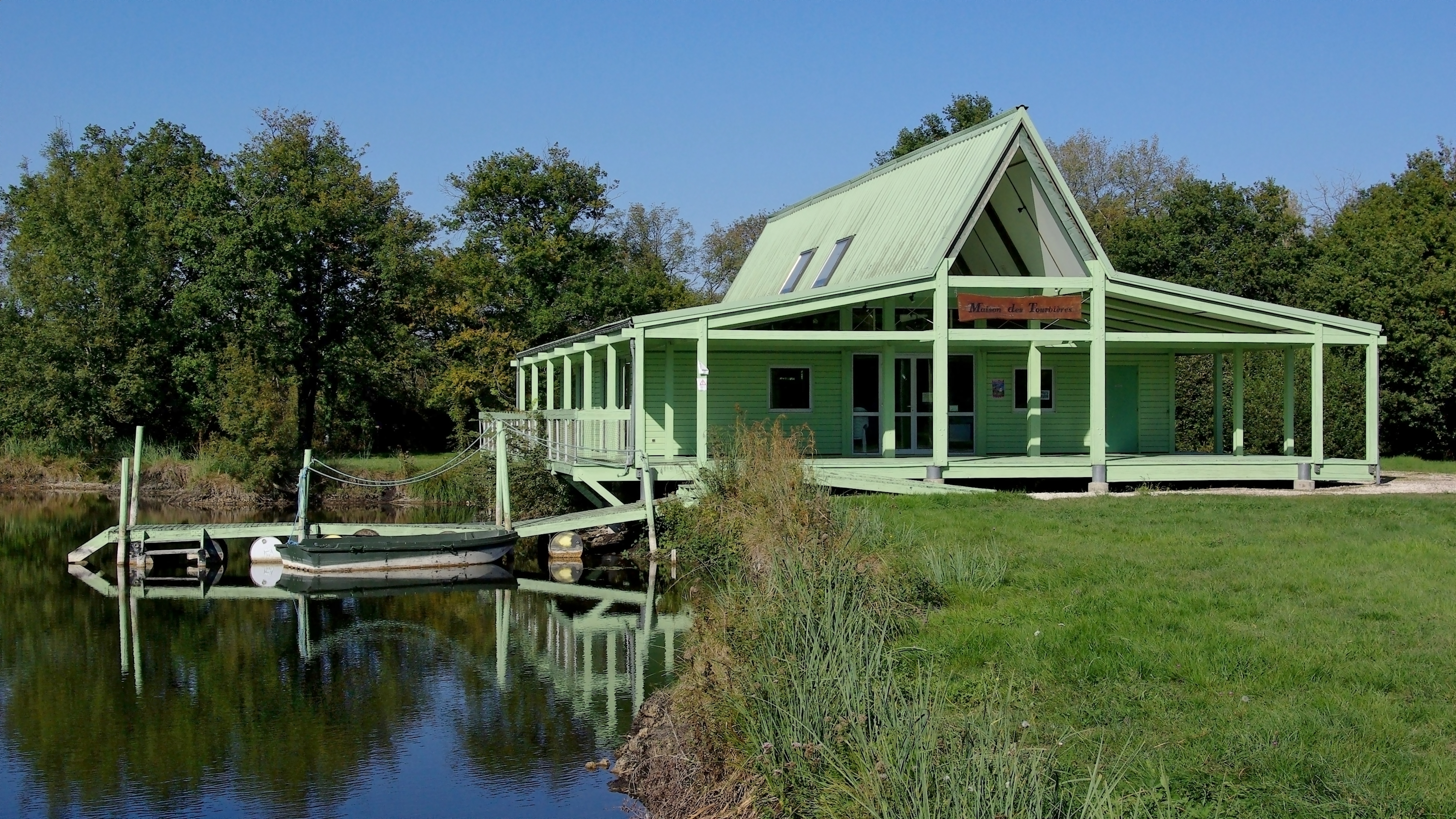
La maison des tourbières.
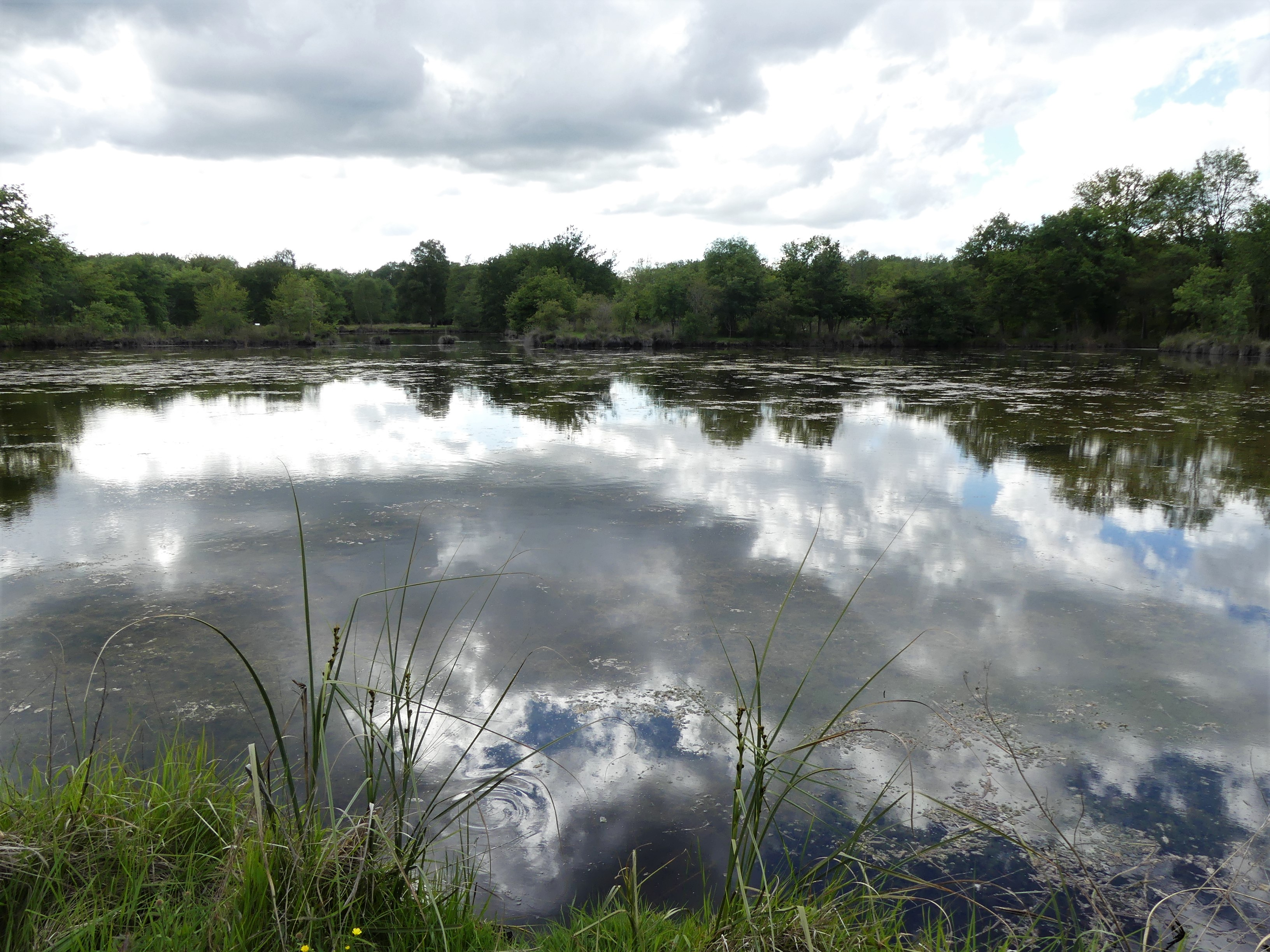
Étang aux tourbières de Vendoire.
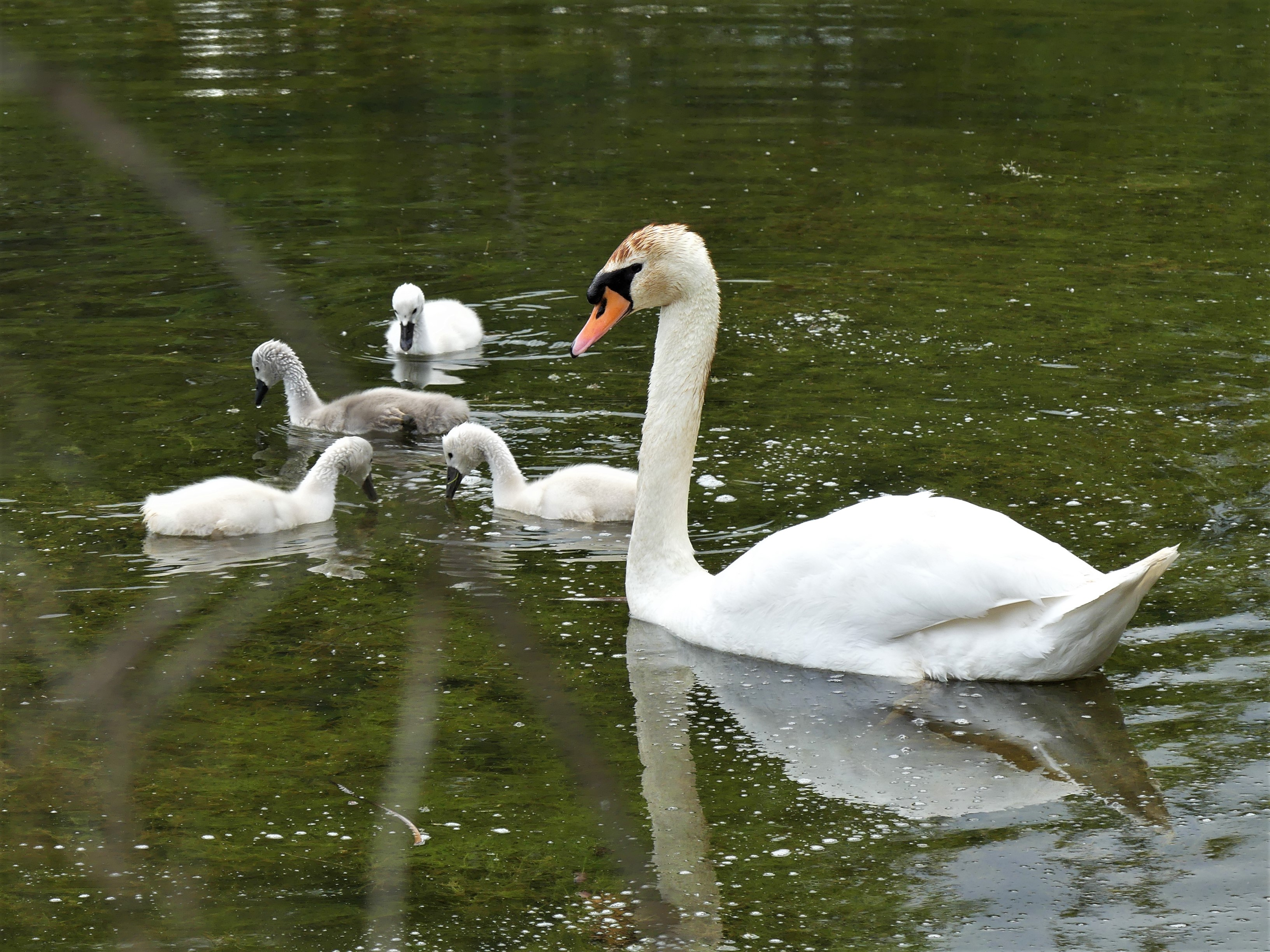
Famille de cygnes tuberculés aux tourbières de Vendoire.

### Personnalités liées à la commune
Léo Laffargue(1864-1929), instituteur et photographe amateur a saisi, depuis les années 1895 et jusqu’à son décès, survenu en 1929, des pans entiers de la vie rurale à Trémolat, son village natal, à Vendoire, où il s’était fixé professionnellement et affectivement, ainsi que dans les communes alentour.

## Pour approfondir